# Jupiter ~Hirahara Ayaka Best~
Jupiter ~Hirahara Ayaka Best~ (Jupiter〜平原綾香ベスト〜) é o primeiro álbum de coletânea (Compilação musical) da cantora Ayaka Hirahara. Foi lançado em duas versões: regular (CD) e limitada (CD+DVD), os dois tem a mesma capa e a mesma lista de música, porém a edição limitada vem acompanhada de um DVD com todos os PV (promotion videos - vídeo clipes), com exceção de dois: Banka (Hitaori no Kisetsu) e Hoshi Tsumugi no Uta, lançados até o momento e com um "novo" vídeo de Jupiter. Teve boas vendas, vendeu cerca de 135 863 cópias em todo Japão, rendendo um disco de ouro. Possui 15 faixas.

## Faixas
Faixas do álbum Jupiter ~Hirahara Ayaka Best~:

### CD
| N.º | Título                                              | Letras                                            | Música                               | Duração |  |
| 1.  | "Jupiter"                                           | Yumi Yoshimoto                                    | G.Holst / Masayuki Sakamoto          | 6:02    |  |
| 2.  | "Ashita (明日)"                                     | Matsui Gorou                                      | A. Gagnon                            | 4:09    |  |
| 3.  | "Ima, Kaze no Naka de (今、風の中で)"               | Ayaka Hirahara                                    | Hisaishi Joe / Ken Shima             | 4:34    |  |
| 4.  | "Chikai (誓い)"                                     | Ken Kobayashi Tatsuki / Seiji Kameda              | Ken Kobayashi Tatsuki / Seiji Kameda | 4:41    |  |
| 5.  | "Eternally"                                         | Ayaka Hirahara / Matsui Gorou                     | Ayaka Hirahara / Ken Shima           | 4:07    |  |
| 6.  | "Niji no Yokan (虹の予感)"                          | Ayaka Hirahara                                    | Ayaka Hirahara                       | 5:13    |  |
| 7.  | "Re:PEPPER"                                         | Ayaka Hirahara                                    | Ayaka Hirahara                       | 4:39    |  |
| 8.  | "Anata no Ude no Naka de (あなたの腕のなかで)"      | Takeshi Senoo / Shingo Kobayashi                  | Takeshi Senoo / Shingo Kobayashi     | 4:52    |  |
| 9.  | "Smile"                                             | Ayaka Hirahara                                    | Takayuki Hattori                     | 3:01    |  |
| 10. | "Hoshi Tsumugi no Uta (星つむぎの歌)"               | Kazuo Zaitsu                                      | Kazuo Zaitsu                         | 4:58    |  |
| 11. | "BLESSING Shukufuku (BLESSING 祝福)"                | Lionel Florence / Patrice Guirao / Yumi Yoshimoto | Obispo Pascal                        | 5:55    |  |
| 12. | "Kimi to Iru Jikan no Naka de (君といる時間の中で)" | Ayaka Hirahara / Shingo Kobayashi                 | Ayaka Hirahara / Shingo Kobayashi    | 4:53    |  |
| 13. | "mama ~Orchestra version~"                          | Ayaka Hirahara / Masayuki Sakamoto                | Ayaka Hirahara / Masayuki Sakamoto   | 5:22    |  |
| 14. | "Siciliana (シチリアーナ)"                          | Ayaka Hirahara                                    | O. Respighi / Sawada Kan             | 5:28    |  |
| 15. | "Start Line (スタート・ライン)"                     | Ayaka Hirahara                                    | Kan Sawada                           | 6:46    |  |

### DVD
01. Jupiter～Image 2008～
02. Ima, Kaze no Naka de (今、風の中で)
03. Kokoro (心)
04. Inochi no Namae with Joe Hisaishi (いのちの名前 / 平原綾香 with 久石 譲)
05. Hello Again, JoJo
06. Voyagers
07. Eternally
08. Chikai (誓い)
09. Ashita (明日)
10. CHRISTMAS LIST
11. Jupiter